# Municipio de Little Beaver
El municipio de Little Beaver (en inglés: Little Beaver Township) es un municipio ubicado en el condado de Lawrence en el estado estadounidense de Pensilvania. En el año 2000 tenía una población de 1.310 habitantes y una densidad poblacional de 25 personas por km².

## Geografía
El municipio de Little Beaver se encuentra ubicado en las coordenadas 40°53′20″N 80°26′03″O / 40.88889, -80.43417.

## Demografía
Según la Oficina del Censo en 2000 los ingresos medios por hogar en la localidad eran de $35,368 y los ingresos medios por familia eran de $40,795. Los hombres tenían unos ingresos medios de $33,929 frente a los $21,023 para las mujeres. La renta per cápita de la localidad era de $14,689. Alrededor del 15,4% de la población estaba por debajo del umbral de pobreza.